# Edgar Ætheling
Edgar Ætheling ou Atheling, né vers 1051 en Hongrie, et mort en 1125 (ou après) en Angleterre probablement, est le dernier descendant mâle de la maison de Wessex. Son épithète ætheling désigne en vieil anglais un membre d'une famille royale ayant une revendication légitime au trône.
Durant la conquête normande de l'Angleterre, en 1066, il est proclamé roi d'Angleterre à la suite de la mort en octobre 1066 de Harold Godwinson à la bataille d'Hastings, mais il n'est jamais couronné. Il accepte la domination de Guillaume le Conquérant dès décembre 1066. Il tente ensuite de participer à une rébellion contre ce dernier mais finit par y renoncer.

## Biographie

### Jeunesse
Edgar est le seul enfant mâle d’Édouard l'Exilé (mort en 1057) et de son épouse Agathe, qui vivent la majorité de leur vie en Hongrie. Son père est le fils et héritier d’Edmond Côte-de-Fer, roi d’Angleterre en 1016, mort la même année. Les sources divergent sur sa date de naissance : vers 1051, vers 1052, ou entre 1053 et 1055.
Knut le Grand, vainqueur d'Edmond, voulait assurer son autorité en faisant assassiner le petit Édouard âgé de quelques mois mais des proches le mirent en sécurité à Kiev. Édouard l'Exilé épousa Agathe, et mourut en 1057, peu après son retour en Angleterre. Edgar, probablement né en Hongrie, pouvait alors à son tour prétendre à la couronne, mais il n’avait que 6 ans.
Il existe quelques preuves qu’Édouard le Confesseur, son grand-oncle, voulait qu'il lui succède. Mais pour les sources contemporaines, à sa mort en janvier 1066, le roi transmet son royaume à Harold Godwinson. De toute façon, le couronner n'est pas une option réaliste, car il est trop jeune (probablement 15 ans) et n'a surtout pas l'assise politique et le soutien d'une famille puissante telle que celle des Godwinson. Après la mort d’Harold à la bataille d'Hastings en octobre 1066, sa candidature au trône est prise sérieusement en considération, et à Londres, les citoyens et l'archevêque Ealdred d'York souhaitent qu'il soit couronné. Mais il n'arrive pas à obtenir le soutien ferme des deux plus puissants comtes survivants du royaume, Edwin de Mercie et Morcar de Northumbrie. En décembre à Berkhamsted, il se soumet au duc Guillaume le Conquérant en même temps que d'autres évêques et comtes.

### La rébellion contre les Normands
Edgar est emmené en tant qu'otage en Normandie par Guillaume le Conquérant en 1067 avec entre autres les comtes Edwin de Mercie, Morcar de Northumbrie et Waltheof. Il est de retour en Angleterre à la fin de l'année, libre et accepté à la cour royale. Il s'enfuit de la cour avec sa famille en 1068, en même temps que les comtes Edwin de Mercie et Morcar de Northumbrie, et se réfugie à la cour d'Écosse. Il se joint à leur rébellion en 1069-1070, et participe à l'attaque sur York avec une armée danoise débarquée à l'été 1069. À l'arrivée du Conquérant, il s'enfuit et trouve refuge en Écosse. Il est obligé d'accepter que sa sœur Marguerite épouse le roi d'Écosse Malcolm III probablement en 1070.
Après le traité d'Abernethy (1072) entre les rois anglais et écossais, il part d'Écosse et en 1074, il est en Flandre. Cette même année, il retourne en Écosse, puis en France. Philippe Ier l'accueille dans l'espoir de se servir de lui pour provoquer des troubles en Normandie. Il lui offre le château de Montreuil à partir duquel il pourra effectuer des raids. Mais il ne prend pas possession du château ayant fait naufrage en chemin. Il préfère alors rentrer en Écosse.

### L'acceptation de la situation
Il se réconcilie avec Guillaume le Conquérant, et il est de nouveau le bienvenu à la cour d'Angleterre. D'après Guillaume de Malmesbury qui le critique de manière peu amène, il reçoit quelques terres et propriétés, ainsi qu'une pension journalière d'une livre qu'il échange contre un cheval. C'est probablement durant cette période qu'il se lie d'amitié avec Robert Courteheuse, le fils aîné du roi, car il est écrit, par Orderic Vital, que les deux s'entendent comme des frères.
En 1086, il est autorisé à lever une force de 200 hommes pour aller combattre en Apulie (Italie du Sud). De retour en Normandie, Robert Courteheuse, désormais duc de Normandie après la mort de son père en 1087, lui permet de s'installer et lui donne des terres. En 1091, Guillaume le Roux, qui a succédé au Conquérant sur le trône d'Angleterre, et son frère Robert Courteheuse règlent leur différends par le traité de Caen. Guillaume obtient de son frère qu'Edgar soit dépouillé de ses terres et expulsé, n'appréciant visiblement pas son indépendance. Edgar n'a pas d'autre solution que d'à nouveau se réfugier en Écosse. Il incite alors son hôte à envahir le nord de l'Angleterre. Guillaume le Roux, aidé par son frère Robert, mène alors une campagne contre les Écossais. Edgar et Robert négocient un accord pour les deux rois, et repartent ensemble en Normandie, le 23 décembre 1091.
Toutefois, Guillaume le Roux se réconcilie avec Edgar en 1093. Après la mort de Malcolm III d'Écosse cette même année, Donald monte sur le trône écossais et est particulièrement hostile au roi anglais. Guillaume le Roux reconnaît alors Edgar, le neveu d'Edgar Atheling, comme roi d'Écosse. En 1095, Edgar accompagne le roi anglais dans sa campagne pour soumettre Robert de Montbray, le comte de Northumbrie, qui avait fomenté une conspiration contre lui. Fin 1097, Edgar est mis à la tête de l'armée anglo-normande qui envahit l'Écosse pour mettre son neveu Edgar sur le trône écossais.

### Un croisé
Durant la première croisade, Orderic Vital relate qu'il mène une importante force navale débarquant pendant le siège d'Antioche (juin 1098), pour renforcer les forces croisées assiégées. Cette histoire est très probablement une invention, puisque même la Chronique anglo-saxonne, pourtant la plus à même de vanter les exploits d'un Anglo-Saxon, n'en parle pas. D'ailleurs, en octobre 1097, il est mentionné comme étant en Écosse. Guillaume de Malmesbury rapporte par contre un voyage en Terre sainte en 1102. Il effectue alors peut-être deux voyages ou il reste là plusieurs années. Il n'existe aucune source permettant d'avoir des certitudes sur la question.
Il retourne en Terre sainte plus tard, mais en part car il a la nostalgie de son pays. En 1100, sa nièce Mathilde (ou Édith) épouse le successeur de Guillaume le Roux, son frère Henri Ier d'Angleterre. Malgré ses liens de parenté avec les trônes des deux royaumes, il reste totalement exclu du pouvoir politique. En 1106, il traverse la Manche pour soutenir Robert Courteheuse contre Henri Ier d'Angleterre. Il est fait prisonnier à la bataille de Tinchebray en même temps que Robert. Il est rapidement libéré par le roi. Il se retire définitivement dans ses domaines, et ne laisse plus de trace dans l'histoire. Guillaume de Malmesbury atteste qu'il est toujours en vie en 1125. Il a déjà plus de 70 ans et meurt probablement dans les années qui suivent.
Il est décrit par les chroniqueurs normands et anglo-normands comme n'ayant absolument pas les qualités nécessaires à un chef politique et militaire. Pour Orderic Vital, il était indolent. Pour M. Chibnall, il était plus nuisible à son propre camp qu'à ses adversaires,. Pourtant, ses campagnes de 1086 et 1097 semblent montrer qu'il devait tout de même avoir quelques qualités.

### Mariage et descendance
Il ne lui est connu aucune maîtresse, épouse ni descendant.